# Rufino Segovia
Rufino Segovia del Burgo (Madrid, 1985. március 1. –) spanyol labdarúgó.

## Pályafutása
Rufino Segovia a madridi Rayo Vallecano csapatánál kezdte meg labdarúgó-pályafutását. 2006-ban leigazolta őt a spanyol élvonalbeli Atlético de Madrid csapata, amelynek színeiben 2006. április 23-án mutatkozott be egy Deportivo Alavés elleni bajnoki mérkőzésen. Segovia 2010 nyarán lett a Budapest Honvéd játékosa, tizennégy bajnoki mérkőzésen két gólt szerzett a kispestieknél. A 2016-2017-es idényben a hongkongi Kitchee SC-ben Vadócz Krisztián csapattársa volt. A klubbal megnyerték a bajnokságot valamint a kupát is. 2018-ban a Selangor színeiben szerzett tizenkilenc találatával a maláj bajnokság gólkirálya lett.

## Sikerei, díjai
Kitchee SC
- Hong Kong Premier League győztes: 2016–17
- Hongkongi kupagyőztes: 2016–17
- Hong Kong Senior Challenge Shield: 2016–17

 Selangor
- Maláj gólkirály: 2018 (19 gól)